# Свети Василий (Хилендар)
„Свети Василий“ (на гръцки: Κάθισμα Αγίου Βασιλείου) е православен скит в Света гора, подчинен на Хилендарския манастир.

## Местоположение
Намира се на няколко километра северно от Хилендар, на северния бряг на полуострова срещу остров Агиос Василиос.

## История
Манастирът е основан през IX век от Свети Василий, ученик на Свети Евтимий Нови и е посветен на Възнесение Господне. Наричан е Палеомонастир, в превод Стар манастир. Манастирът е дарен в 1198 година от византийския император Алексий I Комнин на сърбите. Сегашната сграда е от първата четвърт на  XIV век.
Позицията на скита със скалистия остров отсреща и укрепената инфраструктура го правят едно от най-важните пристанища на Атон. Тъй като Милутин го дарява обилно скитът се радва на относителна финансова автономия от Хилендарския манастир.
Около 1330 година синът на Милутин, Стефан Дечански, построява вътре в крепостта храм с триделно светилище, посветено на Свети Василий, и оттогава се налага сегашното име.

## Описание
Построен върху скалист нос, скитът е силно укрепен. Включва основна сграда, крепост и кула. В миналото входът му е бил защитен от ров, а подвижен мост е позволявал влизане вътре в крепостта. Най-старата сграда е кулата, построена в 1300 - 1302 година от сръбския крал Стефан II Милутин по молба на монасите за защита от пиратски набези. Кулата е известна още като „Крепостта на Хриси“, по името на античния Хриси (Χρυσή), който се е намирал в района. Кулата с размери 11х13,5 m и височина 15 m от нивото на двора е имала параклис на горния етаж, който се е срутил.